# Mluv, mluv, zajímáš mě
Mluv, mluv, zajímáš mě (originální francouzský název Cause toujours... tu m'intéresses !) je francouzská filmová komedie z roku 1979, kterou režíroval Edouard Molinaro podle scénáře Francise Vebera.
Hlavní role ve filmu ztvárnili Jean-Pierre Marielle společně s Annie Girardotovou.

## Děj
François Perrin pracuje jako rozhlasový hlasatel. Vede osamělý a nudný život. Když se jednoho dne rozhodne, že si zkrátí čas zatelefonováním na nahodné telefonní číslo, sluchátko zvedne právě Christine Clémentová. Ta nejen že při prvním rozhovoru nezavěsí, ale postupně nalézá v neznámém mužském hlasu útěchu ve vlastní samotě. Po měsíci na popud svého okolí Christine žádá Françoise o osobní setkání. François neví, jak dál, nechce v žádném případě na schůzku jít, nakonec je však přemluven. Na samém místě však ztrácí odvahu, nepřiznává se k sobě a oslovuje Christine jako jiný muž, pod svým pravým jménem. Christine netuší, že jde o toho samého muže jako v telefonu a nějaký čas je z celé situace zmatená a neví, jak dál. François však nakonec přece jen nalézá odvahu přiznat se jí ke všemu a příběh končí happy endem - sblížením dvou dosud osamělých lidí.

## Obsazení
| Jean-Pierre Marielle | François Perrin                      |
| Annie Girardotová    | Christine Clémentová                 |
| Jacques François     | Daniel Granier                       |
| Christian Marquand   | Georges Julienne                     |
| Brigitte Roüan       | Françoise                            |
| Umban U'kset         | soused                               |
| Pierre Vernier       | René Martin, muž s červenou kravatou |
| Michel Blanc         | policista                            |
| Jean-Claude Martin   | Maurice Capron                       |
| André Valardy        | barman                               |
| Dominique Lavanant   | Michèle, předchozí žena Françoise    |
| Nathalie Courval     | Nicole                               |
| Gabriel Cattand      | chirurg                              |
| Paul Bisciglia       | policista                            |
| Jacqueline Doyen     |                                      |
| Jean-Marie Arnoux    | klient                               |